# Ben Turpin
Ben Turpin (ur. 19 września 1869 w Nowym Orleanie, zm. 1 lipca 1940 w Santa Monica) – amerykański komik i aktor.

## Wybrana filmografia
- 1909: Mr. Flip jako Pan Flip
- 1914: Madame Double X
- 1915: A Coat Tale jako Mąż
- 1915: Charlie się bawi jako Kolega hulaki
- 1915: Charlie bokserem jako Sprzedawca
- 1915: Zdarzyło się w Snakeville jako Bloggie
- 1919: Yankee Doodle in Berlin jako Gwardzista
- 1919: Trying to Get Along
- 1921: Ciemne oczy
- 1924: Yukon Jake jako Szeryf Cyclone Bill
- 1928: Idle Eyes
- 1930: Swing High jako Barman
- 1932: Make Me a Star jako Ben the Crosseyed Man
- 1935: Bring 'Em Back a Lie
- 1939: Hollywoodzka kawalkada jako Barman
- 1940: Wilki Morskie jako Hydraulik
- 1953: L'Incantevole nemica

## Wyróżnienia
Posiada swoją gwiazdę na Hollywoodzkiej Alei Gwiazd.